# Alí Ávila
Alí Ávila Vega (ur. 23 września 2003 w Los Mochis) – meksykański piłkarz występujący na pozycji napastnika, od 2024 roku zawodnik Pumas UNAM.